# کریستین چارلز برنس
کریستین چارلز برنس (انگلیسی: Christian Burns؛ زادهٔ ۴ سپتامبر ۱۹۸۵) بازیکن بسکتبال اهل ایالات متحده آمریکا است.
از باشگاه‌هایی که در آن بازی کرده‌است می‌توان به المپیا میلان اشاره کرد.